# Крам (Рајна-Палатинат)
Крам (њем. Kraam) град је у њемачкој савезној држави Рајна-Палатинат. Једно је од 119 општинских средишта округа Алтенкирхен (Вестервалд). Према процјени из 2010. у граду је живјело 158 становника. Посједује регионалну шифру (AGS) 7132064.

## Географски и демографски подаци
Крам се налази у савезној држави Рајна-Палатинат у округу Алтенкирхен (Вестервалд). Град се налази на надморској висини од 250 метара. Површина општине износи 2,7 km². У самом граду је, према процјени из 2010. године, живјело 158 становника. Просјечна густина становништва износи 58 становника/km².